# Gitanjali Rao (científica)
Gitanjali Rao (Lone Tree, Colorado, 2005) és una inventora, autora, científica i promotora de STEM estatunidenca. Va guanyar el Discovery Education 3M Young Scientist Challenge el 2017. Va ser reconeguda com a Forbes 30 U 30 per les seves innovacions. Va ser nomenada TIME Top jove innovadora el 2020 per les seves innovacions i "tallers d'innovació" que realitza a tot el món. A la portada del 4 de desembre de 2020, Time va anomenar Rao "Nens de l'any". Assisteix al STEM School Highlands Ranch. Vol estudiar genètica i epidemiologia a l'Institut de Tecnologia de Massachusetts. Ha parlat sobre la bretxa salarial de gènere.
Gitanjali va sentir parlar de la crisi sanitària de Flint mentre mirava les notícies. Es va interessar per maneres de mesurar el contingut de plom a l'aigua. Va desenvolupar un dispositiu basat en nanotubs de carboni que podia enviar informació mitjançant bluetooth. Rao va col·laborar amb un investigador de 3M. El 2017, Rao va guanyar el Discovery Education 3M Young Scientist Challenge i li van concedir 25.000 dòlars pel seu invent, Tethys. Tethys conté una bateria de 9 volts, una unitat de detecció de plom, una extensió bluetooth i un processador. Utilitza nanotubs de carboni, la resistència dels quals canvia en presència de plom. Va conèixer els nanotubs de carboni mentre va llegir el lloc web del Massachusetts Institute of Technology. Té previst treballar amb científics i professionals mèdics per investigar el potencial de Tetis com a mètode viable. Va presentar la seva idea a la conferència MAKERS del 2018 i va recaptar 25.000 dòlars més. El gener del 2019, treballava amb la instal·lació d'aigua de Denver i espera tenir un prototip en els pròxims dos anys.
Ha participat tres vegades en xerrades TEDx. El setembre de 2018, va rebre el premi a la joventut ambiental del president de l'Agència de Protecció Ambiental dels Estats Units. Gitanjali va ser guardonada amb el premi Top “Health” Pillar Prize pel TCS Ignite Innovation Challenge Student el maig de 2019 per desenvolupar una eina de diagnòstic basada en els avenços en enginyeria genètica per al diagnòstic precoç de l'addicció als opioides amb recepta.
També és una pianista experimentada. Segons la seva mare, quan Gitanjali tenia tres anys va preguntar què podia fer per ajudar algú que estava malalt; i li van suggerir la reproducció de música. És membre dels escoltes i s'ha inscrit al programa Scouting STEM (Ciència, tecnologia, enginyeria i matemàtiques) als Estats Units. Rao és la primera persona a rebre la designació de Kid of the Year de la revista TIME.